# Гинцель, Карл Христианович фон
Карл Христианович (Крестьянович) фон Гинцель (нем. Karl Johann Christian von Günzel; 1741 — не ранее 1816) — генерал-поручик русской императорской армии, правитель Выборгского наместничества.

## Биография
Происходил он из лифляндских дворян. родился в Риге 7 (18) мая 1741 года в Риге в семье Христиана фон Гинцеля (Christian von Günzel) (1704—1784) и его супруги Марии Элизабет фон Сиверс (Maria Elisabeth von Sievers) (1709—1749)
Поступил 20 сентября 1756 года на военную службу в Преображенский лейб-гвардии полк, кадетом в бомбардирской роты.
Во время Семилетней войны, в 1759 году, будучи в чине каптенармуса, находился в команде капитана Преображенского полка Озерова за границей для сбора денежной контрибуции в неприятельских городах и там принял участие в сражении при Пальциге и баталии при Франкфурте; 28 сентября 1760 года был произведён в сержанты, а 1 апреля 1762 года — в подпоручики, а 7 августа того же года был переименован в полковые квартирмейстеры.
Был определён 11 мая 1763 года с чином премьер-майора в Нижегородский пехотный полк. В 1765 году по повелению Екатерины II был послан в Ингерманландию — сыщиком.
С 1770 по 1772 год он принимал участие в военных действиях в Польше; 5 декабря 1771 года был произведён в полковники.
С 19 октября 1772 года по 3 января 1773 года исполнял обязанности военного коменданта Бендерской крепости.
В ходе русско-турецкой войны, 10 мая 1773 года с 300 человек пехоты и запорожцами атаковал турецкий лагерь против Силистрии и обратил неприятеля в бегство, а затем участвовал в боях при Туртукае, в 1774 года — снова при Туртукае (6 и 9 июня) и при Рущуке (29 июня), где его часть на протяжении шести часов отражала атаки 8000 турок, после чего те вынуждены были отступить; при этом он был тяжело ранен пулей в голову. В 1775 году вернулся с полком в Нижний Новгород.
28 июня 1778 году был произведён в бригадиры, 5 мая 1779 года — в генерал-майоры с назначением состоять при Эстляндской дивизии. В 1780 году он состоял при Воронежской дивизии, в 1782—1783 гг. снова при Эстляндской и в 1784—1787 гг. при 1-й дивизии; 21 апреля 1787 года был произведён в генерал-поручики с назначением правителем Выборгского наместничества. Занимал эту должность до 1793 года. В списках генералитета за 1794 год он больше не значится; 24 ноября 1796 года переименован в генерал-лейтенанты.
Карл Христианович фон Гинцель, среди прочих наград, был отмечен орденом Святого Владимира 2-й степени (22 сентября 1787 года).
Умер 7 (19) января 1816 года в имении Бауэнгоф в Вольмарском уезде Лифляндской губернии.

## Семья
Был дважды женат: первым браком 5 февраля 1769 года на Катарине Софии Хуттерау (Katharina Sophie Hutterau; 1753—1789), от которой имел пятерых детей: Юлиана Катарина (Juliana Catharina von Günzel) (1777—1839), Мария Елизавета (Maria Elisabeth von Günzel) (1780—?), Александра (Alexander Carl von Günzel) (1787—1855), Георг Фридрих (Georg Friedrich von Günzel) (1787—1817) и Валентин Карл (Walentin Carl von Günzel) (1789—?).
Второй раз он женился 16 мая 1790 года на двадцатилетней Катарине Сиверс (1770—1844), дочери Я. Е. Сиверса, приходившейся ему троюродной пдемянницей, от которой имел троих детей: Екатеринa Шарлоттa (Catharina Charlotta von Günzel) (1792—1845), Карл Иоахим Йохан (Carl Joachin Johann von Günzel) (1794—1872) и Елизавета Эмилия (Elisabeth Emilie von Günzel) (1795—1819).